# BiOCOSMOSiS
BiOCOSMOSiS – polska seria komiksowa z gatunku science-fiction, która ukazywała się w latach 2006-2011, autorstwa Edvina Volinskiego (scenariusz), Nikodema Cabały (rysunki) i Grzegorza Krysińskiego (kolor). Obejmuje pięć tomów oraz dodatkowo trzy antologie

## Historia
Pomysłodawcą serii był Edvin Volinski (właściwie Edwin Woliński), który był także autorem całej konstrukcji wszechświata, w którym dzieje się akcja komiksu. Początkowo planował stworzenie scenariusza filmowego, jednak z uwagi na wysoki koszt produkcji filmowej zdecydował się na dzieło komiksowe. Dzięki pośrednictwu redaktora naczelnego magazynu KKK Michała Gałka skontaktował się z rysownikiem Nikodemem Cabałą, następnie zespół twórców uzupełnił jako odpowiedzialny za kolor artysta digital painting Grzegorz Krysiński, związany wcześniej z branżą gier. Wydawcą zgodził się zostać pracodawca Volinskiego Piotr Machalewski, właściciel studia Pro-Arte.
Akcja serii dzieje się w galaktyce składającej się z planet-korporacji. Poszczególne światy zamieszkują bardzo zróżnicowani fizycznie ludzie, którzy stworzyli konglomerat planet o nazwie Entrium, zarządzany z planety Capitollia. Bohaterami komiksu są Emnisi należący do zakonu Equlibrium, trenujący m.in. umiejętności nadnaturalne, w tym telekinezę i telepatię. Ich celem jest ochrona ludzkości i zapobieżenie potencjalnie grożącej ze strony tzw. Hodowców eksterminacji.
Cykl ukazywał się od grudnia 2006 nakładem wydawnictwa Pro-Arte. Wydano kolejno albumy:
- Enone (grudzień 2006)
- Savas (maj 2007)
- Quiciuq (marzec 2008)
- Evilive (październik 2009)
- Atlana (październik 2011)

oraz trzy antologie Emnisi Antologia (październik 2007, październik 2008 i październik 2010), w których przybliżano zasady funkcjonowania świata przedstawionego, a także rozwijano wątki poboczne. Pierwsze dwa albumy stanowiły zamkniętą całość.
Tytuły czterech pierwszych tomów cyklu pochodziły od imion Emnichów. Tytułowa bohaterka tomu piątego ostatecznie ślubów nie złożyła.
Z zapowiadanych trzech podserii nie powstały wstępnie planowane Preventorianie (o zarządcach planet) i Planetardzi (legionie stojącym na straży jedności Entrium).

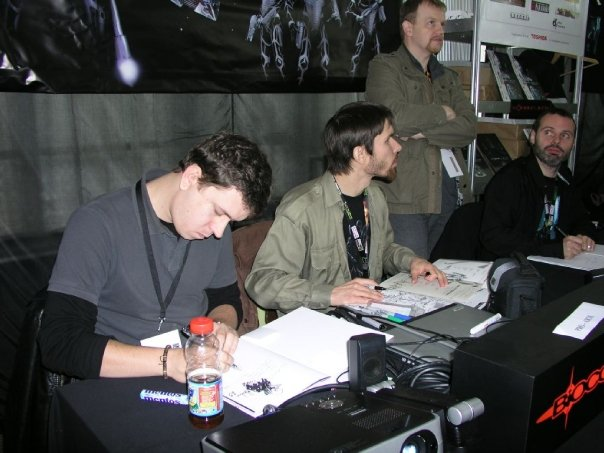
MFKiG, Łódź 2-4.10.2009 od lewej Grzegorz Krysiński, Nikodem Cabała, Piotr Machalewski, Edvin Volinski

Enone został także w opublikowany w amerykańskim magazynie komiksowym „Heavy Metal” (marzec, 2009) jako pierwszy polski komiks w historii. W tym samym czasopiśmie ukazał się także tom drugi Savas (w numerze z listopada 2010) (tłumaczem był Tomasz Sowiński). Trzeci album również zakontraktowany nie ukazał się z uwagi na zmiany polityki wydawniczej pisma.
Wydawca komiksu firma Pro-Arte otrzymała w 2011 nagrodę dla najlepszego polskiego wydawcy komiksów przyznawaną przez organizatorów Międzynarodowego Festiwalu Komiksu w Łodzi. Do ważnych polskich komiksów science-fiction zaliczył serię Tomasz Kołodziejczak, uznając go za najbardziej ambitny projekt komiksowy ostatnich 30 lat w Polsce. Krytyk ten uznał przy tym za wadę serii zbyt skomplikowaną jak na jej długość fabułę.